# Czyż nie dobija się koni? (film)
Czyż nie dobija się koni? (ang. They Shoot Horses, Don't They?) – amerykański film z 1969 roku w reżyserii Sydneya Pollacka na podstawie powieści Horace’a McCoya pod tym samym tytułem, z 1935 r.
Historia ludzi próbujących zdobyć główną nagrodę w maratonie tanecznym, osadzona w czasach wielkiego kryzysu.

## Obsada
- Jane Fonda – Gloria
- Michael Sarrazin – Robert
- Susannah York – Alice
- Gig Young – Rocky
- Red Buttons – Sailor
- Bonnie Bedelia – Ruby
- Michael Conrad – Rollo
- Bruce Dern – James
- Al Lewis – Turkey
- Robert Fields – Joel
- Severn Darden – Cecil
- Allyn Ann McLerie – Shirl
- Madge Kennedy – Pani Laydon
- Jacquelyn Hyde – Jackie
- Felice Orlandi – Mario
- Art Metrano – Max
- Gail Billings – Lillian
- Lynn Willis – Coley James
- Maxine Greene – Agnes

## Nagrody i nominacje
Oscary za rok 1969
- Najlepszy aktor drugoplanowy – Gig Young
- Najlepsza reżyseria – Sydney Pollack (nominacja)
- Najlepszy scenariusz adaptowany – James Poe, Robert E. Thompson (nominacja)
- Najlepsza scenografia i dekoracje wnętrz – Harry Horner, Frank R. McKelvy (nominacja)
- Najlepsze kostiumy – Donfeld (nominacja)
- Najlepsza muzyka w musicalu (oryginalna lub adaptowana) – Johnny Green, Albert Woodbury (nominacja)
- Najlepszy montaż – Fredric Steinkamp (nominacja)
- Najlepsza aktorka – Jane Fonda (nominacja)
- Najlepsza aktorka drugoplanowa – Susannah York (nominacja)

Złote Globy 1969
- Najlepszy aktor drugoplanowy – Gig Young
- Najlepszy film dramatyczny (nominacja)
- Najlepsza reżyseria – Sydney Pollack (nominacja)
- Najlepsza aktorka dramatyczna – Jane Fonda (nominacja)
- Najlepszy aktor drugoplanowy – Red Buttons (nominacja)
- Najlepsza aktorka drugoplanowa – Susannah York (nominacja)

Nagrody BAFTA 1970
- Najlepsza aktorka drugoplanowa – Susannah York
- Najlepszy scenariusz – James Poe, Robert E. Thompson (nominacja)
- Najlepszy montaż – Frederic Steinkamp (nominacja)
- Najlepsza aktorka – Jane Fonda (nominacja)
- Najlepszy aktor drugoplanowy – Gig Young (nominacja)
- Najbardziej obiecujący debiut aktorski w głównej roli – Michael Sarrazin (nominacja)